# Pattani (stad)
Mueang Pattani är en stad i södra Thailand, nära gränsen till Malaysia. Pattani är huvudstaden i provinsen Pattani.  Staden har ett invånarantal på 43 690 (2000).
Ordet Pattani härstammar från "Petani" på malajiska som betyder bonde.
Den lokala malajdialekten kallas Patani Malay eller Yawi på thailändska (härstammar från Jawi).